# 아카마쓰촌 (아이치현)
아카마쓰촌(赤松村)은 일본 아이치현 헤키카이군에 설치되었던 촌이다. 현재의 안조시의 일부에 해당한다.